# Hazelaarschijfzwam
De hazelaarschijfzwam (Encoelia furfuracea) is een  schimmel behorend tot de familie Cenangiaceae. Hij leeft saprotroof op vastzittende en afgevallen dode takken van met name hazelaar (Corylus avellana) en zeldzamer op elsen (Alnus). Verse vruchtlichamen zijn er vooral in late winter en lente, maar de zwam kan het hele jaar door gevonden worden.

## Kenmerken

### Uiterlijke kenmerken
Het vruchtlichaam breekt als een bolletje door schors van dode takken. De vorm is eerst bolvormig en daarna kom- of schotelvormig. De kleur is licht bruin en het uiterlijk schurftachtig. Hij heeft een diameter van 1 tot 2,5 cm en een regelmatig een gelobde of ingescheurde rand. De buitenzijde heeft kleverige schimmeldraden. Bij rijpheid spreidt het tot een komvorm, waardoor de donkerbruine sporenlaag, het hymenium, zichtbaar wordt. Het vruchtvlees is dun en van een leerachtige, taaie consistentie. De vruchtlichamen breken meestal in kleine opeengedrongen groepjes tegelijk door de schors.

### Microscopische kenmerken
De asci zijn cilindrisch gelobd en meten 65 tot 90 (-120) × 5,5 tot 6,5 μm. De ascosporen zijn glad, ongesepteerd, hyaliene, enigszins worstvormig (allantoïde), hebben kleine oliedruppeltjes aan de uiteinden en meten 9-11 × 2-2,5 μm groot. De schimmel heeft slanke parafysen die aan de bovenkant gezwollen zijn.

## Verspreiding
De hazelaarschijfzwam heeft een brede maar waarschijnlijk fragmentarische verspreiding. Hij komt voor in Midden-, West- en Noord-Europa, maar ook in Noord-Amerika. De hazelaarschijfzwam komt in België en Nederland vrij algemeen voor. Hij staat niet in de rode lijst en is niet bedreigd.

## Naamgeving
Oorspronkelijk beschreven door Albrecht Wilhelm Roth als Peziza furfuracea, vestigde Petter Adolf Karsten in 1871 het geslacht Encoelia met Encoelia furfuracea als typesoort.